# Target Field
Target Field is het honkbalstadion van de Minnesota Twins uitkomend in de Major League Baseball.
Target Field werd geopend op 12 april 2010 met een wedstrijd van de Minnesota Twins tegen de Boston Red Sox. In 2014 werd de jaarlijkse Major League Baseball All-Star Game in het stadion gehouden.

## Feiten
- Geopend: 12 april 2010
- Ondergrond: Poa Pratensis (Kentucky Bluegrass)
- Constructiekosten: 555 miljoen US $
- Architect(en): Populous (voorheen HOK Sport) / Hammel, Green and Abrahamson
- Bouwer: Walter P Moore
- Capaciteit: 38.885 (2017)
- Adres: Target Field, 1 Twins Way, Minneapolis, MN 55403 (U.S.A.)

## Veldafmetingen honkbal
- Left Field: 339 feet (103,3 meter)
- Left Center: 377 feet (114,9 meter)
- Center Field Left Corner: 411 feet (125,3 meter)
- Center Field Right Corner: 403 feet (122,8 meter)
- Right Center: 367 feet (111,9 meter)
- Right Field: 328 feet (100 meter)